# Chrétien de Troyes
Chrétien de Troyes (c. 1135 – c. 1191) foi um poeta e trovador francês do final do século XII. Foi um dos primeiros autores de romances de cavalaria, sendo também considerado o primeiro grande novelista em língua francesa. Suas obras inspiraram a literatura em toda a Europa Ocidental durante a Idade Média.

## Biografia
Conhece-se muito pouco sobre sua vida. Supõe-se que tenha nascido em Troyes, como ele mesmo informa em um verso em sua primeira novela, Érec et Énide (c. 1170), no qual se refere a si mesmo como Crestïens de Troies. De fato, Chrétien escreve em um dialeto da Champagne, compatível com essa origem. Seus escritos denotam grande cultura, indicando que ele pode ter recebido educação clerical. Sua produção literária abarca da década de 1160 até cerca de 1190.
Em seu romance Lancelot, o autor afirma que trabalhava na corte da condessa Maria de Champagne (1145-1198). No prólogo da sua última obra, o Conto do Graal, Chrétien afirma trabalhar para o conde Felipe de Flandres (1143-1191).

## Obra e inspiração
Toda a obra de Chrétien gira ao redor do ciclo arturiano da Matéria da Bretanha, ou seja, dos cavaleiros da Távola Redonda da corte do rei Artur, à qual Chrétien dá uma necessária dimensão cristã. Em sua obra, nota-se também a influência das canções de gesta do século XII. Ao contrário destas, porém, em que predominava o sentido patriótico, o que se observa nas estórias de Chrétien é a luta individual do cavaleiro em busca da virtude e do amor feminino, dentro da estética do amor cortês. Sua obra é a primeira a mencionar temas tão conhecidos hoje como a busca do Santo Graal e o amor entre Lancelote e a rainha Genebra.
A obra de Chrétien inclui cinco grandes poemas em versos octasilábicos. Destes, quatro estão completos: Erec e Enida (c. 1170), Cligès (c. 1176), Ivain, o Cavaleiro do Leão e Lancelote, o Cavaleiro da Carreta, os dois últimos escritos simultaneamente entre 1178 e 1181. Os últimos mil versos de Lancelot foram terminados por Godefroi de Leigni, aparentemente com a anuência de Chrétien. O romance final de Chrétien foi Perceval, o Conto do Graal, dedicado a Felipe de Flandres, mas que permaneceu inacabado, com apenas nove mil versos. A razão para isso deve ter sido a morte do autor. Mais tarde, quatro diferentes poetas adicionaram 54 mil novos versos ao romance.
A ele são também atribuídas duas obras menores: o romance Guillaume d'Angleterre (uma atribuição à qual não se dá crédito atualmente) e Philomela, o único de seus quatro poemas baseados nas Metamorfoses de Ovídio que sobreviveu. Em uma de suas obras, Chrétien afirma haver escrito um livro sobre o rei Marc e Isolda (da lenda de Tristão e Isolda), mas essa obra encontra-se hoje perdida.

## Obras
- Érec et Énide, cerca de 1170
- Cligès, cerca de 1176
- Lancelote, o Cavaleiro da Carreta, cerca de 1178-1181
- Ivain, o Cavaleiro do Leão, cerca de 1178-1181
- Perceval ou le Conte du Graal, cerca de 1182-1190 (inacabado)